# 梅克伦堡-施特雷利茨的夏洛特
梅克伦堡-施特雷利茨的夏洛特，全名索菲亚·夏洛特（德語：Sophie Charlotte，1744年5月19日—1818年11月17日），英王喬治三世王后。她的父親是梅克伦堡-施特雷利茨的卡爾·路德维希·腓特烈，母親是伊莉莎白·阿爾貝汀。同时，她也有三個哥哥两个弟弟（其中大弟夭折），二哥是公爵卡爾二世。她是维多利亚女王的祖母。
她是当时较出名的一位艺术赞助人，此外也是业余的植物学家，曾扩建过邱园。乔治三世和她共有过15个孩子，其中13个活到了成年，包括后来成为喬治四世的长子。

## 早年

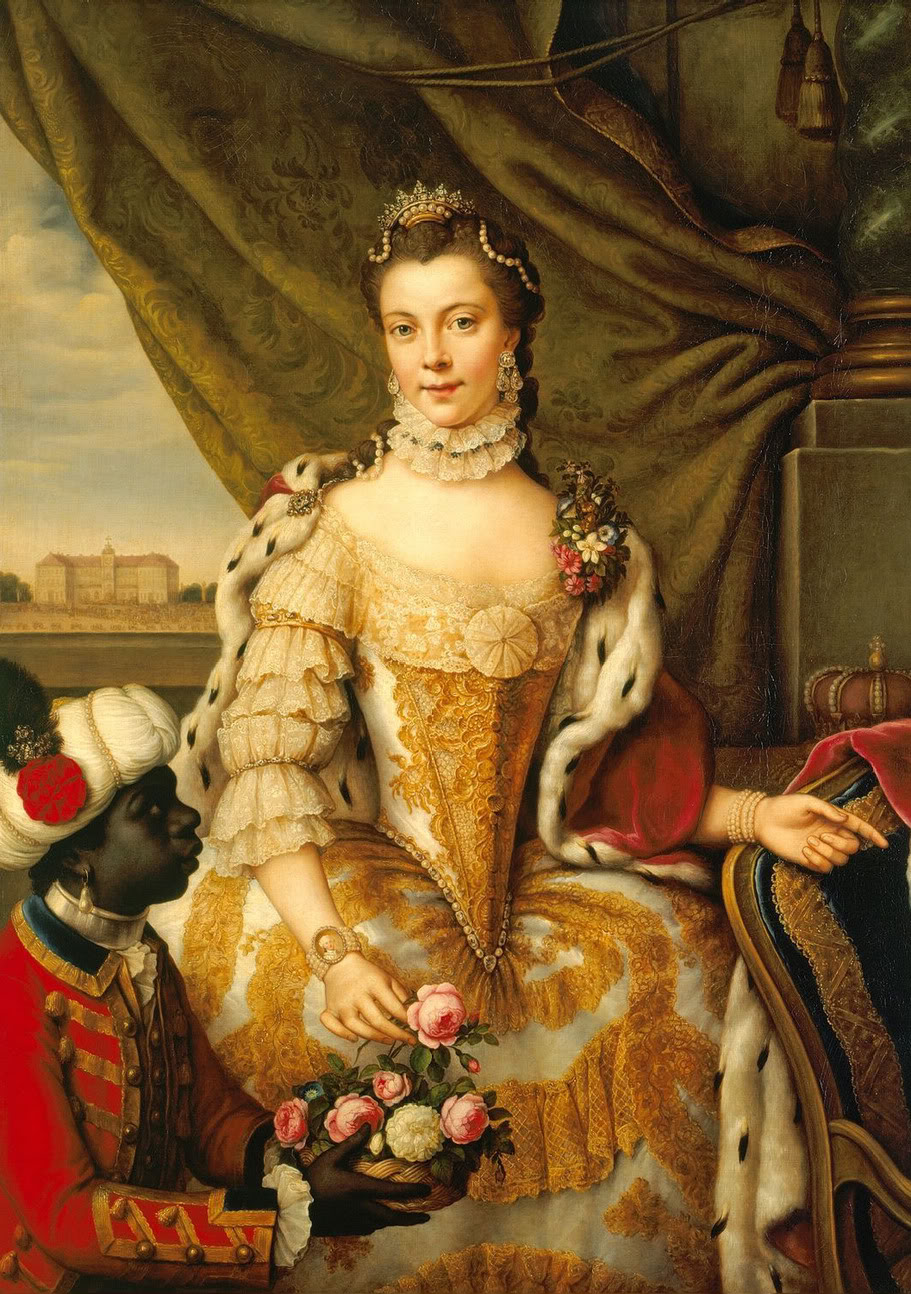
夏洛特与一名仆人，約1761

她出生于1744年5月19日的米罗，是梅克伦堡-施特雷利茨公爵卡爾·路德維希·腓特烈与其夫人伊丽莎白·阿尔贝汀的第五个女儿，也即是最小的女儿。根据她与乔治三世订婚时的外交报告，夏洛特只受过“非常简单的教育”（a very mediocre education）:16。她曾学过一些植物学、博物学和语言方面的知识，但主要接受的是家政和宗教方面的教育。

## 身為王后
在她快要結婚的時候，夏洛特還不會說英語。但這實際并不是什麼大問題，因為喬治三世本人德語就說的很好。後來夏洛特還是很快學會了英語，只是德國口音很重:17。二人于1761年9月8日結婚。婚後不到一年，夏洛特在1762年8月12日誕下第一個孩子，即後來的喬治四世。夏洛特一生中共生了15個孩子，其中13個活到了成年。

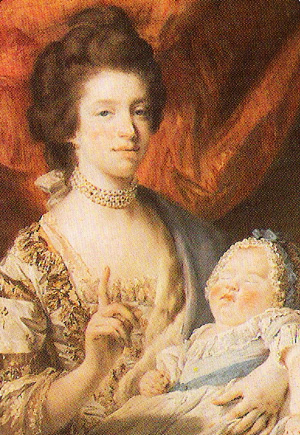
夏洛特和她的大女兒夏洛特長公主，1767年，Francis Cotes繪

夫婦二人的正式居所位於於圣詹姆斯宮，但喬治三世還買下了白金漢宮作为二人私邸。夏洛特很喜歡這個地方，後來一生中大多數時間都住在這裡，她有14個孩子都是在這裡誕下的，因而白金漢宮又得名王后宮（The Queen's House）。
夏洛特的婆婆威爾斯王妃奧古絲塔要求夏倫特遵從一套嚴格的英國宮廷禮儀，夏洛特的所有隨從一開始也是她安排的，所以夏洛特在英格蘭的第一年並不快樂，但她对隨從们依然很友好:72。
國王的大部分業餘時間花費在獵鹿上，夏洛特主要負責家庭內部事務，如宮殿內部的裝修:23。她很少干預政治，但仍抱有一定的政治影響力。她關注著巴伐利亞王位繼承戰爭的進展，很可能是由於她的努力才使得喬治三世也對戰爭進行了一定的干預。

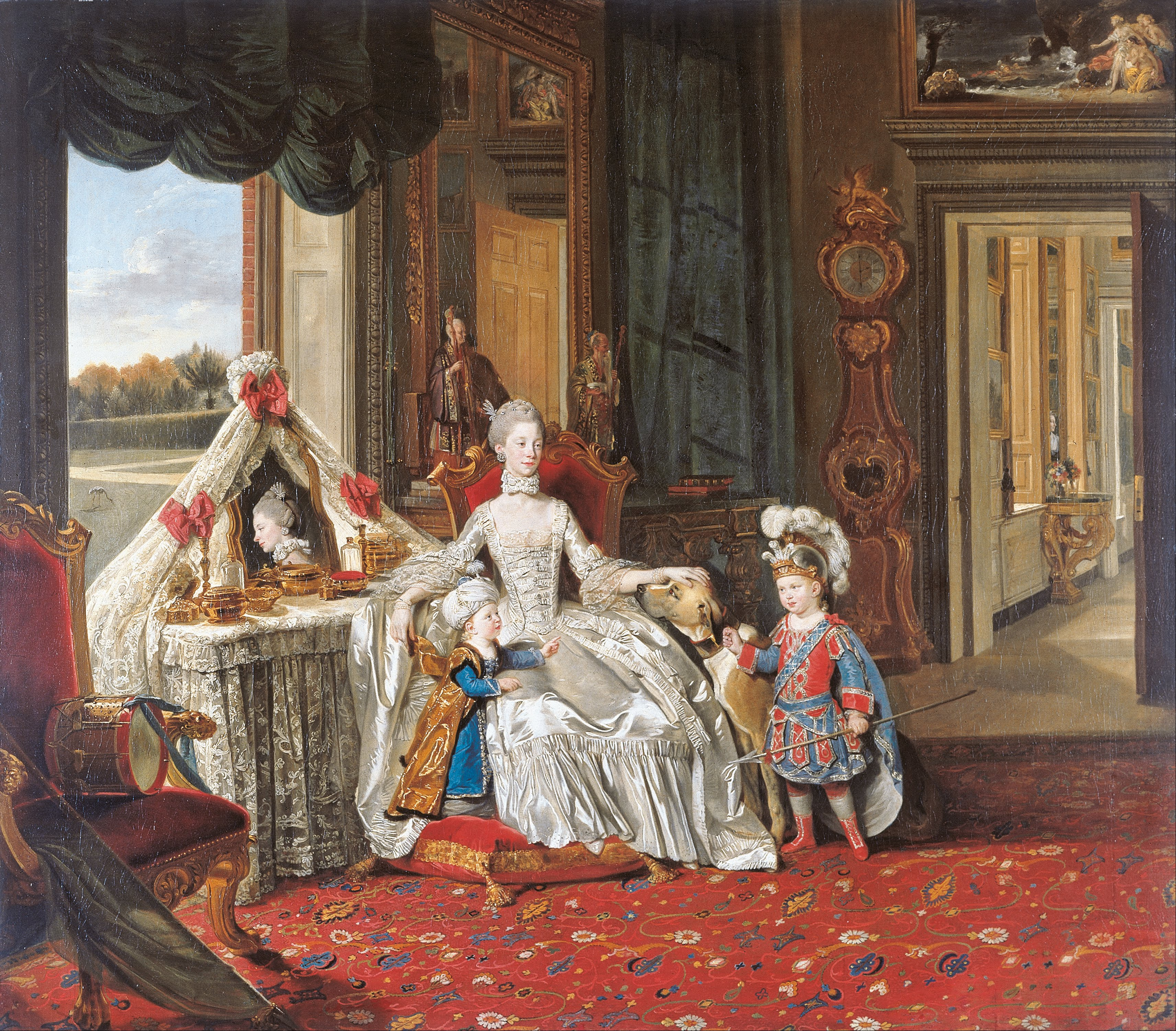
《夏洛特王后和他的兩個長子》，约翰·左法尼，1765

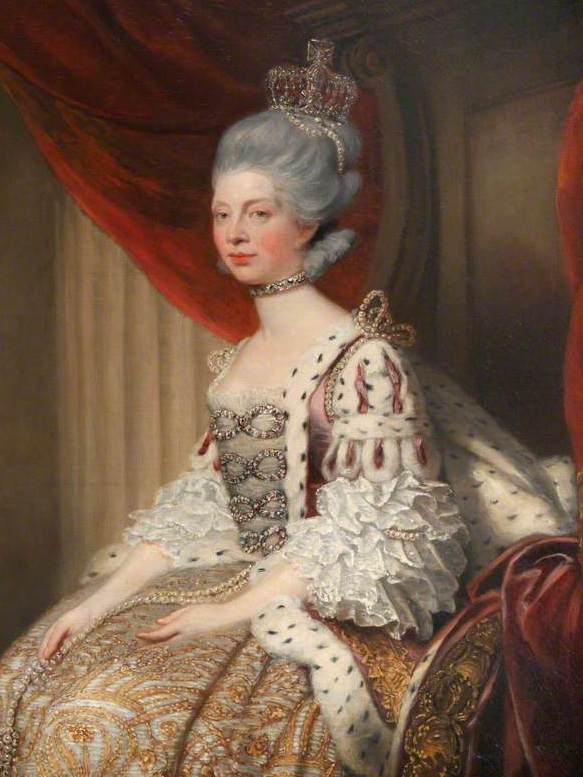
夏洛特王后, 1779

當喬治三世首次出現精神問題時，因為不想她介入國家事務，她的婆婆對她隱瞞了此事。1765年攝政法案訂立後，夏洛特获得在國王被確認無力統治國家時擔任攝政的资格。不過當時夏洛特對此法案也不知情。
1788年國王再次發病，夏洛特嚇壞了。范妮·伯尼說她曾聽到王后喃喃自語：“我又會變成什麼樣子呢？”（What will become of me?）:116。後來威爾士親王（即她的大兒子喬治四世）告訴她國王將被安排到邱居住，而她則要住到女王宮或溫莎去，虽然最終她堅持與國王同行，但國王發病期間就算在邱也不得不分居。威爾士親王和她之間因權力鬥爭產生了齟齬。夏洛特懷疑威爾士親王打算叫沃倫醫生宣佈國王已經發瘋并藉此奪取攝政權，而威爾士親王的大臣們則說夏洛特打算讓威利斯醫生先宣佈國王精神正常，在國王任命她為攝政後再宣佈其精神失常。1789年攝政法案正式宣佈若國王完全精神失常，則威爾士親王為攝政，但夏洛特擁有幼子撫養權和國王的看護權。藉助這個法案，夏洛特拒絕讓威爾士親王單獨與喬治三世見面。二人之間的矛盾在國王康復後依然愈演愈烈，她甚至沒有邀請威爾士親王參加國王康復後舉辦的慶祝音樂會。直到1791年3月夏洛特才與她的兒子和解。
喬治三世的病情卻最終無以挽回，夏洛特的脾氣也越來越差。加上法國大革命的爆發（夏洛特與瑪麗·安東妮有私交，曾為後者準備流亡英國後的住所），她感到極度焦慮，不再喜歡于公共場合露面，甚至連曾經很喜歡的音樂會也不參加了:112–379。1792年後她把大把的時間花在裝修溫莎的浮若阁摩尔宫上，精神壓力得到了一定的緩解。

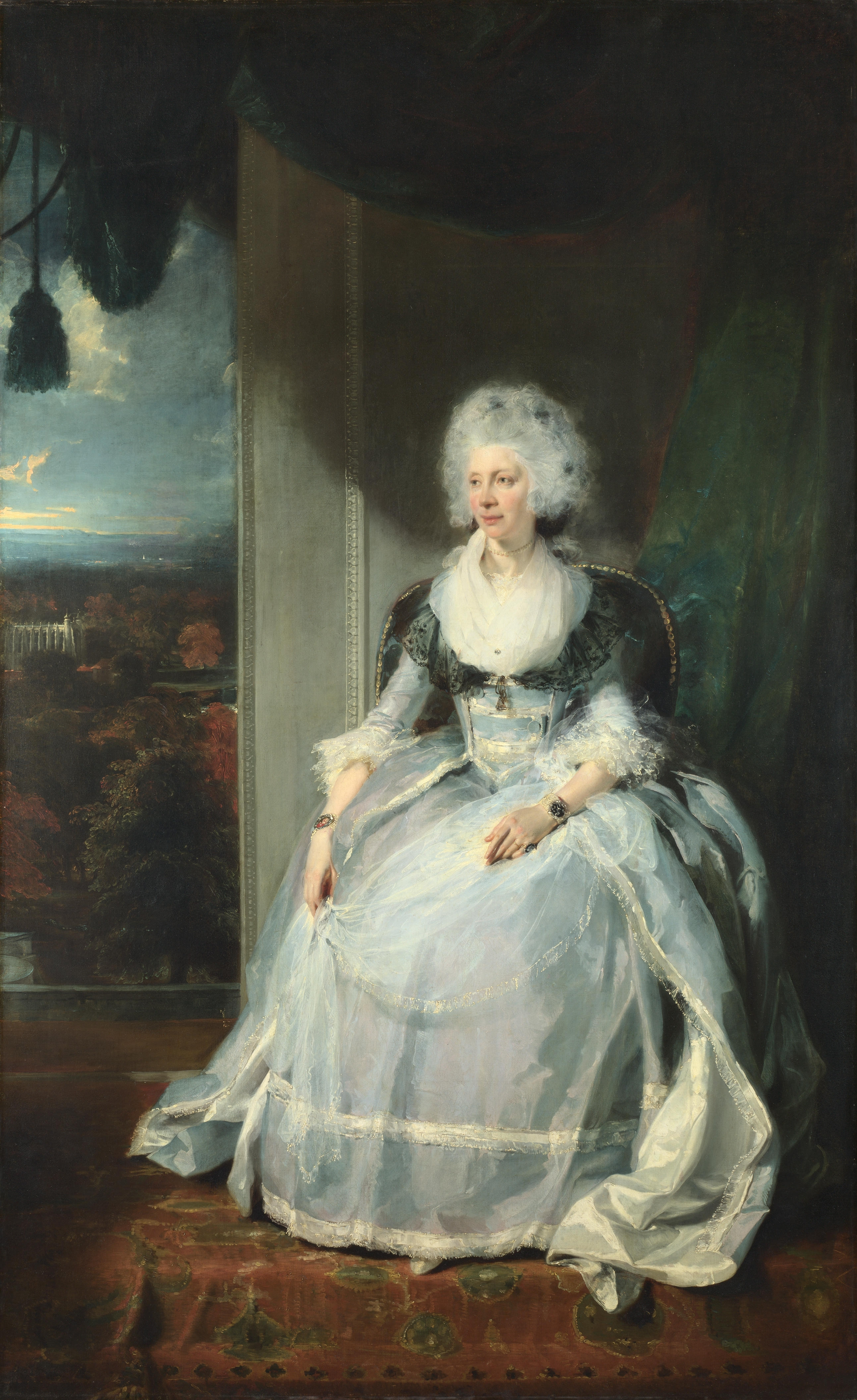
晚年的王后，托馬斯·勞倫斯，1789

夏洛特晚年不受人歡迎，1818年11月17日在大兒子的陪同下于邱宮逝世，威爾斯親王繼承了她的珠寶，但其他的物品如衣物、家具等由蘇富比在1819年8月拍賣。